# Port lotniczy Rzym-Ciampino
Port lotniczy Rzym-Ciampino (wł.: Aeroporto di Roma-Ciampino lub Aeroporto Internazionale "Giovan Battista Pastine", ang.: Rome Ciampino Airport, kod IATA: CIA, kod ICAO: LIRA) – cywilno-wojskowy międzynarodowy port lotniczy obsługujący tanie linie lotnicze, położony 15 km na południowy wschód od centrum Rzymu, przy obwodnicy miasta (wł.: Grande Raccordo Anulare).
Do 1960 Ciampino było głównym lotniskiem Rzymu, przed budową portu lotniczego Rzym-Fiumicino im. Leonarda da Vinci. Łączna powierzchnia terminali lotniczych portu została znacznie zwiększona na początku 2007.
Port Ciampino zajmuje stosunkowo mały obszar, ze względu na jego bliskość do przedmieść Rzymu.
W 2023 port był 14 najbardziej używanym we Włoszech.

## Linie lotnicze i połączenia
Połączenia Pasażerskie:
| Linia lotnicza | Kierunek |
| -------------- | --- |
| Ryanair        | 1. Bratysława 2. Bruksela-Charleroi 3. Bukareszt 4. Budapeszt 5. Cagliari 6. Cork 7. Edynburg 8. Fez 9. Gdańsk 10. Kraków 11. Liverpool 12. Londyn-Stansted 13. Manchester 14. Marrakesz 15. Poznań 16. Praga 17. Rabat 18. Saloniki 19. Sofia 20. Tallinn 21. Tanger 22. Tirana 23. Warszawa-Modlin Sezonowo: 1. Korfu 2. East Midlands 3. Pafos 4. Rodos |
| Wizz Air       | 1. Belgrad 2. Krajowa 3. Jassy 4. Kutaisi 5. Skopje 6. Timișoara |

Połączenia Cargo:
| Linia lotnicza | Kierunek       |
| -------------- | -------------- |
| DHL Aviation   | 1. Lipsk/Halle |